# Francesco Cipriani Marinelli
Francesco Cipriani Marinelli, noto anche con lo pseudonimo di Nelli (Napoli, 1º gennaio 1905 – Napoli, 1990), è stato un commediografo, sceneggiatore e regista teatrale italiano.

## Biografia
Esponente napoletano, con Giovanni Artieri, del movimento novecentista, iniziò la carriera giornalistica collaborando alla rivista "900", Cahiers d'Italie et d'Europe diretta da Massimo Bontempelli.
Esordì nel 1924 al Teatro Sannazaro con la commedia La mia piccola amica, scritta con Gino Capriolo. Negli anni trenta, quaranta e cinquanta, spesso in coppia con Mario Mangini (si firmavano come Nelli & Mangini), fu tra i più fecondi e famosi autori di riviste teatrali italiani. Tra gli artisti più famosi per cui scrisse ci furono Totò, Nino Taranto, Mario Riva. 
Sempre in coppia con Mangini, e insieme a Pietro Garinei e Sandro Giovannini, fece parte della Bottega della rivista, una cooperativa di autori che, con lo pseudonimo "Geri e Sampietro", produsse negli anni '40 diversi copioni teatrali di successo. La produzione di Nelli e Mangini, incentrata su spunti di costume e di satira politica, a volte dai risvolti qualunquisti, fece da trait d'union fra i primi successi di Galdieri e quelli di Garinei e Giovannini. Negli cinquanta fu infine anche sceneggiatore di alcuni film. Si ritirò nel 1975.
La coppia Nelli & Mangini ottenne nel 1949 il premio Maschera d'argento, insieme ad Anna Magnani, Nino Taranto, Lucy D'Albert e Enrico Viarisio.

## Premi
- 1936 - Maschera d'argento per Venticello del sud
- 1949 - Maschera d'argento per Nuvole
- 1956 - Maschera d'oro per la rivista A prescindere, in cui fu capocomico Totò.
- 1958 - Premio Napoli per la radiorivista Le mille e una... Napoli.[3]

## Filmografia

### Sceneggiatura
- Il medico dei pazzi, regia di Mario Mattoli (1954) (non accreditato)
- La moglie è uguale per tutti, regia di Giorgio Simonelli (1955)
- Siamo uomini o caporali?, regia di Camillo Mastrocinque (1955)
- Totò all'inferno, regia di Camillo Mastrocinque (1955)

## Opere

### Narrativa
- Francesco Cipriani, Melusina sull'altro marciapiede : racconto di una passeggiata, a cura di Apollonia Striano, Roma, Salerno, 2003.

### Riviste e copioni teatrali
- 1924: La Mia piccola amica, Napoli, T. Sannazzaro, comp. Ferrero-Rossi); La Corsa agli ostacoli, Napoli, T. Fiorentini, comp. M. Celli. Con Gino Capriolo.
- 1935: Abbasso gli uomini, Compagnia Molinari, Teatro Bellini, Napoli.
- 1936: L'Amore in vacanza, Napoli, T. Fiorentini, 1936, comp. Molinari.
- Il congresso si diverte, di Geri e Sampietro (Garinei e Giovannini), Nelli e Mangini, con Carlo Campanini e Alda Mangini (1946)

Per Nino Taranto:
- 1939: Finalmente un imbecille (Nelli & Mangini)
- 1940: Sempre più difficile (Nelli & Mangini)
- 1945: Venticello del Sud (Nelli & Mangini)
- 1947: Non mi raccapezzo (Nelli & Mangini)
- 1947: Ora viene il '48 (Nelli & Mangini)
- 1948: Questo è un altro '48 (Nelli & Mangini)
- 1948: Nuvole (Nelli & Mangini)
- 1949: Appuntamento in palcoscenico (Nelli & Mangini)
- 1950: Taranteide (Nelli & Mangini)
- 1951: Cavalcata di mezzo secolo (Nelli & Mangini)
- 1954: Il terrone corre sul filo (Nelli & Mangini con Dino Verde)
- 1954: La Ninotarantella (Nelli & Mangini), varietà radiofonico

Per Mario Riva e Riccardo Billi:
- 1947: Col naso lungo e le gambe corte, scritta da Nelli, Mangini, Garinei & Giovannini

Nel ciclo della "Grande Rivista di Totò":
- 1947: Ma se ci toccano nel nostro debole... di Nelli, Mangini, Garinei & Giovannini e messa in scena dalla Compagnia Totò di Romagnoli
- 1956: A prescindere, scritta da Nelli & Mangini e messa in scena dalla Compagnia Spettacoli Errepi di Remigio Paone che presenta la Compagnia Totò-Yvonne Menard

### Riviste radiofoniche EIAR
- Diventar qualcuno, rivista in due tempi di Nelli e Mangini, orchestra Stappini, regia di Tito Angeletti 1941

### Riviste radiofoniche RAI
- Rivista... delle riviste, Album n° 2, di Nelli e Mangini, con Mario Mangini, Clelia Matania, Riccardo Billi, Franco Coop, regia di Nino Meloni, giovedì 22 novembre 1945, secondo programma ore 22.